# تنظيم الدولة الإسلامية - ولاية غرب إفريقية
تنظيم الدولة الإسلامية - ولاية غرب إفريقية، هي جماعة مسلحة وتقسيم إداري لتنظيم الدولة الإسلامية (داعش)، وهي جماعة سلفية جهادية مسلحة وشبه دولة غير معترف بها. وينشط تنظيم الدولة الإسلامية في غرب إفريقية في المقام الأول في حوض تشاد، ويحارب تمردا واسع النطاق ضد دول نيجيريا والكاميرون وتشاد والنيجر وتركيا. وهي تفرع من جماعة بوكو حرام التي تشهد منافسة عنيفة معها؛ قُتل زعيم بوكو حرام أبو بكر شيكاو في معركة مع ولاية غرب إفريقية في عام 2021. حتى مارس 2022، كان تنظيم الدولة الإسلامية في غرب إفريقية بمثابة منظمة جامعة لجميع فصائل تنظيم الدولة الإسلامية في غرب إفريقيا بما في ذلك تنظيم الدولة الإسلامية - ولاية الساحل، على الرغم من أن العلاقات الفعلية بين تنظيم الدولة الإسلامية في غرب إفريقية وتنظيم الدولة الإسلامية ولاية الساحل (تنظيم الدولة الإسلامية في الصحراء الكبرى سابقًا) كانت محدودة.

## اسم
يُطلق على ولاية غرب إفريقية التابعة لتنظيم الدولة الإسلامية رسميًا اسم "ولاية غرب إفريقية". بعد أن استوعب تنظيم الدولة الإسلامية في غرب إفريقية تنظيم الدولة الإسلامية في الصحراء الكبرى رسميًا، تم تقسيمه أيضًا من قبل الخبراء إلى فرعين، هما "تنظيم الدولة الإسلامية في غرب إفريقية - بحيرة تشاد" و"تنظيم الدولة الإسلامية في غرب إفريقية - الصحراء الكبرى".